# Lysiteles magkalapitus
Lysiteles magkalapitus är en spindelart som beskrevs av Alberto Barrion och James A. Litsinger 1995. Lysiteles magkalapitus ingår i släktet Lysiteles och familjen krabbspindlar.
Artens utbredningsområde är Filippinerna. Inga underarter finns listade i Catalogue of Life.